# Ladeschein
Ein Ladeschein ist ein in der Binnenschifffahrt verwendetes Wertpapier, in welchem sich der Frachtführer verpflichtet, das Frachtgut an denjenigen herauszugeben, der ihm den Ladeschein vorlegt (also an denjenigen, der den Ladeschein im Besitz hat).

## Allgemeines
Werden Handelswaren per Schiff transportiert, muss der Frachtführer eine Frachturkunde ausstellen, die in der Binnenschifffahrt Ladeschein und in der Seeschifffahrt Konnossement oder Seefrachtbrief heißt. Diese Wertpapiere sind miteinander verwandt und bestätigen dem Absender der Handelswaren, dass sie vom Frachtführer an Bord genommen wurden und legitimieren den Absender als Eigentümer der Waren. Wer dem Frachtführer diese Frachtpapiere am Bestimmungshafen vorlegt, gilt als empfangsberechtigt für die Abholung der Waren. Alle drei Wertpapiere verbriefen einen Herausgabeanspruch auf bewegliche Sachen und ersetzen zugleich die Ware selbst in der Weise, dass über sie durch Übergabe des Ladescheins verfügt werden kann. Deshalb nennt man diese Papiere auch Traditionspapiere (§ 448 HGB). Der Ladeschein ist im Außenhandel ein Warenbegleitpapier.

## Arten
Das Gesetz sieht in § 363 Abs. 2 HGB als Grundform des Ladescheins ein gekorenes Orderpapier vor, welches anfangs keine Orderklausel besitzt und deshalb ohne diese Orderklausel zu den Namenspapieren gehört. Erst durch die Hinzufügung einer Orderklausel wird er zum Orderpapier.
Im Hinblick auf seine Übertragbarkeit unterscheidet man folgende Arten des Ladescheins:
- Rektaladeschein (Namenspapier): Dieser ist in der Binnenschifffahrt gebräuchlich. Hierbei wird der legitimierte Empfänger namentlich benannt.
- Orderladeschein (Orderpapier): Dieser kann entweder an Order eines namentlich benannten Empfängers oder  nur an Order ausgestellt werden.
- Inhaberladeschein (Inhaberpapier): Ist der Ladeschein weder auf einen bestimmten Empfänger noch an Order ausgestellt, wird derjenige legitimiert, der den Ladeschein in Besitz hat und vorlegt.

## Inhalt und Wirksamkeit
Hierzu besteht eine als Sollangaben zu verstehende Aufzählung in § 443 HGB in Verbindung mit § 408 HGB. Der Ladeschein begründet nach § 444 HGB die – widerlegbare – Vermutung, dass das Frachtgut und seine Verpackung bei der Übernahme durch den Frachtführer in äußerlich gutem Zustand waren und dass die Anzahl der Frachtstücke und ihre Zeichen und Nummern mit den Angaben im Ladeschein übereinstimmen. Mit dieser Vermutung ist eine Beweislastumkehr verbunden. Denn nach § 292 ZPO ist bis zum Beweis des Gegenteils von dem Vorhandensein der angeführten Tatsachen auszugehen.
Fehlende Angaben führen somit nicht von vorneherein zur Unwirksamkeit des Ladescheins. Jedoch sind Angaben zur Art der Güter, Anzahl der Frachtstücke sowie das Rohgewicht, zur Ablieferungsstelle sowie zur Person des Frachtführers unverzichtbar. Fehlt es an diesen, liegt kein wirksamer Ladeschein vor, da es an einem rechtswirksamen Begebungsvertrag fehlt. Angaben zur Person des Absenders sind dann erforderlich, wenn der Ladeschein ohne Namensnennung an Order lautet (§ 443 Abs. 2 Satz 2 HGB). Ist auch unter Heranziehung von § 443 Abs. 2 Satz 2 HGB nicht erkennbar, wer aus dem Ladeschein berechtigt sein soll, ist der Orderlagerschein in einen Inhaberlagerschein umzudeuten. Die fehlende Nennung des Empfängers bei Rektaladescheinen stellt hingegen ein Wirksamkeitshindernis dar. Zu Gunsten des legitimierten Besitzers des Ladescheins wird vermutet, dass er der aus dem Ladeschein Berechtigte ist (§ 444 Abs. 3 HGB).

## Übertragung
Der Ladeschein kann
- beim Rektaladeschein durch Abtretung des Auslieferungsanspruchs nach § 398 und § 952 BGB übertragen werden;
- beim Orderladeschein durch (ggfs. ununterbrochene Kette von) Indossament(en) übertragen werden, gehört also (wie das Konnossement) zu den gekorenen Orderpapieren nach § 363 HGB. Manche bezeichnen den Ladeschein im Binnenschifffahrtsbereich auch direkt als (Binnen-)Konnossement.[3] Bei der Ausstellung an Order muss die legitimierende Kette auf den im Ladeschein benannten Absender zurückgehen (§ 444 Abs. 3 Nr. 2, 2. Alt. HGB n.F. in Verbindung mit § 443 Abs. 2 Satz 2 HGB);
- beim Inhaberladeschein durch Eigentumsübertragung nach §§ 793 ff., §§ 929 ff. BGB übertragen werden; somit kommt auch ein gutgläubiger Erwerb in Betracht. Es ist hierbei sogar der gutgläubige Erwerb eines gestohlenen oder abhandengekommenen Ladescheins möglich (§ 935 Abs. 2 BGB).

## Unterzeichnung / Ausfertigung
Der Absender kann vom Frachtführer nach Übernahme des Transportgutes die Unterzeichnung eines Ladescheins verlangen; es genügt die Unterzeichnung per Druck oder Faksimile-Stempel (§ 443 Abs. 1 Satz 2 HGB). Die Ausfertigung erfolgt in der Regel in einem Original und einer Abschrift, die anstelle eines Frachtbriefs als Begleitbrief in den Händen des Frachtführers verbleibt. Mit Inkrafttreten des Gesetzes zur Reform des Seehandelsrechts am 25. April 2013 wurde die Möglichkeit geschaffen, dass Ladescheine auch in elektronischer Form erstellt und übersandt werden können. Näheres soll eine – noch zu erlassende – Rechtsverordnung regeln (§ 443 Abs. 3 HGB).

## Bedeutung
Der Ladeschein ist gleichzeitig Empfangsbestätigung, Beförderungsversprechen, Warenwertpapier (Traditionspapier), Beweisurkunde über den Abschluss eines Frachtvertrages und Auslieferungsversprechen gegen Rückgabe des Originals.